# آيديول
آيديول هو نظام دفع الكتروني يُستخدم في هولندا، يعتمد على الخدمات المصرفية عبر الإنترنت. طُرحت طريقة الدفع هذه في عام 2005، وهي تتيح للعملاء الشراء عبر الإنترنت باستخدام التحويلات المباشرة عبر الإنترنت من حساباتهم المصرفية.
لا تزال آيديول طريقة الدفع الأكثر شيوعًا في هولندا، وهي تتجاوز استخدام بطاقات الائتمان وقد أُستخدمت في 54٪ من جميع المدفوعات عبر الإنترنت في هولندا في عام 2014. وعالجت الخدمة 4.5 مليون تحويل في عام 2006، و 15 مليون تحويل في عام 2007 و28 مليون تحويل في عام 2008 و 454 مليون في عام 2009 ، و 68.8 مليون في عام 2010 ، و 93.8 مليون في عام 2011 ، و 117.2 مليون في عام 2012 ، و 142.5 مليون في عام 2013 ، و180.2 مليون في عام 2014، 222 مليون في عام 2015، و282 مليون في عام 2016، وفي عام 2019 655 مليون معاملة.
آيديول مملوك لشركة Currence ‏ الهولندية، التي تمتلك أيضًا PIN وChipknip ‏.